# Sonata K. 1
La Sonata K. 1 (L. 366) en re menor fue compuesta por Domenico Scarlatti alrededor de 1733. Se cuenta que el compositor la compuso durante un proceso gripal, que se agravó un poco y le mantuvo algún tiempo en cama. Al contrario que Longo, quien le asignó número en su catálogo según la fecha aproximada de su descubrimiento, Kirkpatrick se la adjudicó conforme a la fecha aproximada de composición, aunque se cree que la sonata K. 2 en sol mayor fue compuesta antes.

## Forma y estilo
Se trata de una sonata bipartita barroca en un solo movimiento de tempo allegro compuesta para clavicémbalo, al igual que el resto de las sonatas de Scarlatti. La primera parte empieza en tónica y acaba en dominante (la mayor) y la segunda parte empieza en dominante y acaba en tónica (estructura AABB). Ambas partes se repiten. 
La sonata es relativamente sencilla si se compara con otras del compositor, pero aun así es muy interpretada y una de las obras más conocidas de su autor. A pesar de ello tiene partes a tres voces y saltos de manos que requieren cierta habilidad técnica.